# Andrea Becchi

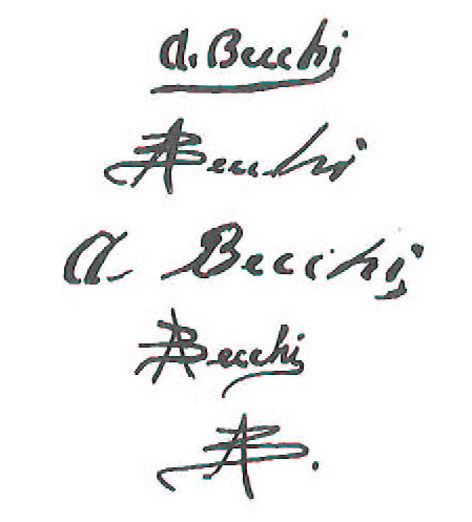
Firma Andrea Becchi

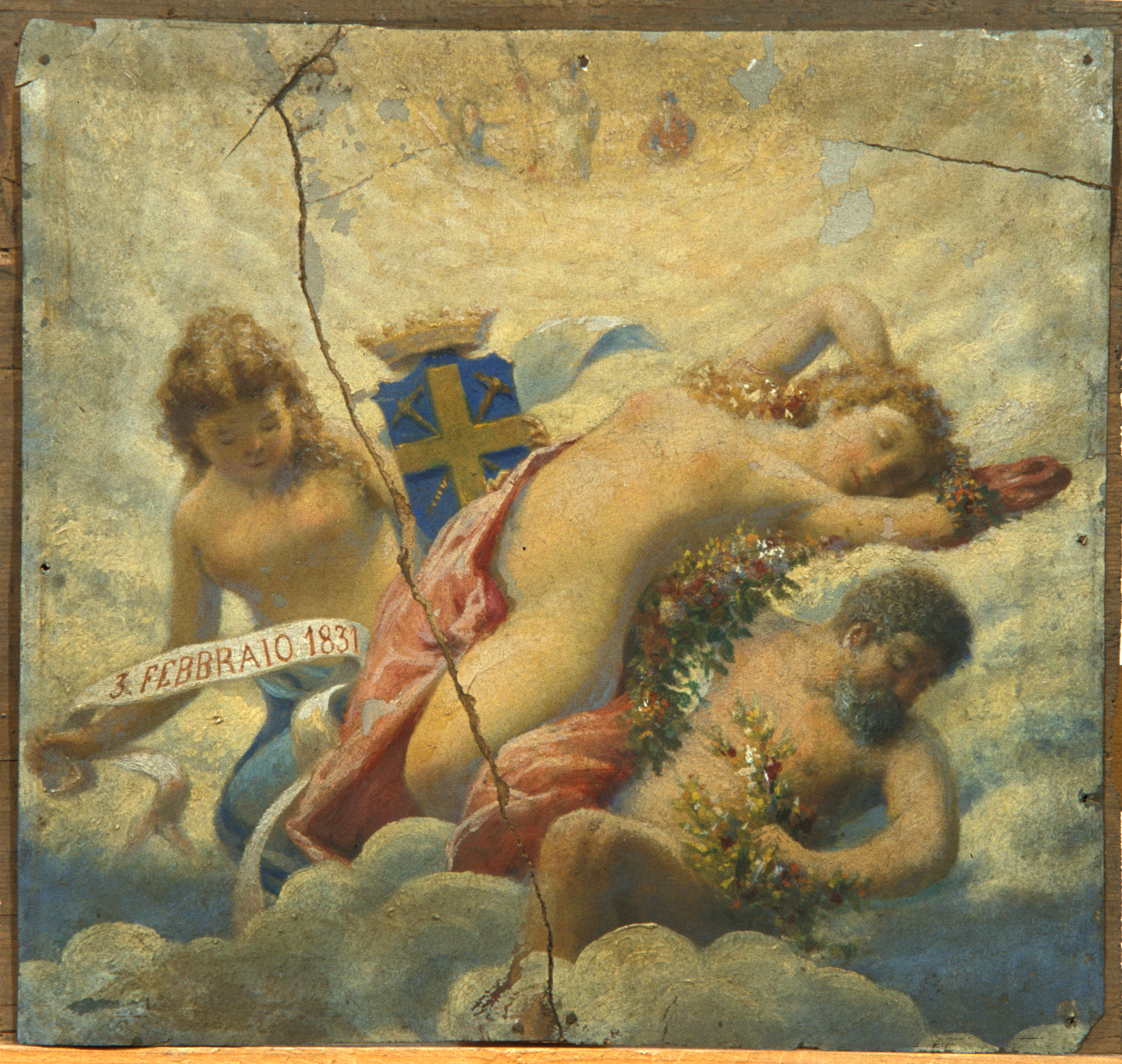
Allegoria di Modena nel 1831, olio su cartone, 1890-1910

Andrea Becchi (Carpi, 15 novembre 1849 – Modena, 1926) è stato un pittore italiano.

## Biografia

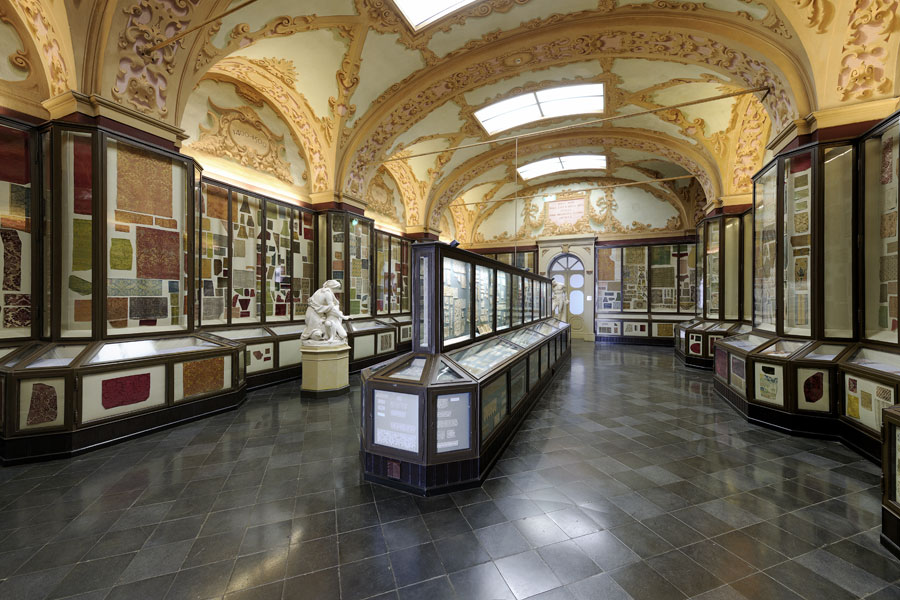
La Sala Gandini del Museo Civico di Modena decorata da Andrea Becchi

Dal 1861 al 1866 studiò alla Scuola di Disegno di Carpi, per passare poi all’istituto di Belle Arti di Modena dove restò fino al 1872, dove seguì i corsi di Ferdinando Manzini. Col maestro collaborò alla decorazione della cappella del Sacramento nel Duomo di Modena e della chiesa di Sant’Agostino.
Dal 1874 al 1876 lavorò come scenografo e come decoratore a Buenos Aires per la decorazione della chiesa di San Salvatore. Al rientro in Italia proseguì nel suo duplice impegno: con una densa produzione teatrale e un'instancabile attività di frescante fu attivo specialmente a Modena, alternando recuperi cinquecenteschi e soluzioni tardobarocche. 
Eseguì i restauri per  Palazzo Comunale e per la Chiesa di San Barnaba; realizzò i dipinti murali nelle chiese di Collegarola e Marano sul Panaro, e decorò l'attuale Sala Gandini del Museo civico di Modena. Su ispirazione dei disegni floreali della collezione di Luigi Alberto Gandini eseguì gli affreschi della sala da pranzo della Villa Gandini a Formigine.
Partecipò a mostre e rassegne modenesi, tra cui la rassegna della Società d'Incoraggiamento del 1877 e, vent'anni dopo, ottenne il ruolo di docente di Ornato presso l'istituto di Belle Arti di Modena.
Nella produzione da cavalletto figurano vedute urbane di impianto scenografico, scorci di paese dalla pennellata più libera e nature morte.